# Sophie Roman Haug
Sophie Román Haug (Kløfta, 4 giugno 1999) è una calciatrice norvegese, attaccante del Liverpool e della nazionale norvegese.

## Carriera

### Club
Dopo aver iniziato la carriera nelle giovanili della sezione di calcio femminile della società polisportiva Kløfta IL, con sede a Kløfta, cittadina nel comune di Ullensaker, dal 2015 si è trasferita al LSK Kvinner per giocare in Toppserien, massima serie del campionato norvegese. Ha giocato per la squadra di Lillestrøm per sette stagioni consecutive dal 2015 al 2021, collezionando 133 presenze e 61 reti in competizioni ufficiali norvegesi, vincendo per cinque volte il campionato norvegese e per quattro volte la Coppa di Norvegia e risultando tra le migliori marcatrici stagionali della squadra. Il 2 settembre 2017 mise a segno quattro reti nella vittoria in campionato dell'LSK Kvinner per 6-0 sul Medkila, diventando una delle quattro calciatrici della società ad aver segnato quattro reti in una sola gara. Ha giocato diverse partite in UEFA Women's Champions League, realizzando la sua unica rete nella competizione con la maglia giallonera nell'edizione 2019-2020. Al termine della Toppserien 2021 è stata inserita nella squadra della stagione assieme alle compagne di squadra Emilie Haavi e Camilla Linberg.
Il 1º febbraio 2022, è stato ufficializzato il suo trasferimento alla Roma, in Serie A, dove Haug ha raggiunto la connazionale Emilie Haavi. Nell'occasione, la sua cessione è diventata la più redditizia nella storia del Kvinner.
Lungo la stagione 2022-2023, Haug ha contribuito alla vittoria della Supercoppa italiana e del campionato, primo titolo nazionale nella storia della Roma.
Il 6 settembre 2023, Haug viene ufficialmente ceduta a titolo definitivo al Liverpool, nella Women's Super League inglese, per un compenso stimato intorno ai 125.000 euro, più una percentuale su una futura rivendita: in questo modo, la cessione diventa il trasferimento più remunerativo nella storia sia del club giallorosso, sia della Serie A.

### Nazionale
Sophie Román Haug ha fatto parte di diverse selezioni nazionali giovanili norvegesi, dall'under 15 all'under 23, eccetto l'under 20. Ha partecipato alla fase finale del campionato europeo under 17 2016, concluso dalla Norvegia al quarto posto e mettendo a segno tre reti, e alla fase finale del campionato europeo under 19 2018, concluso alle semifinali e avendo segnato la rete della vittoria sulla Francia.

## Statistiche

### Presenze e reti nei club
Statistiche aggiornate al 29 maggio 2024.
| Stagione           | Squadra            | Campionato         | Campionato | Campionato | Coppe nazionali | Coppe nazionali | Coppe nazionali | Coppe continentali | Coppe continentali | Coppe continentali | Altre coppe | Altre coppe | Altre coppe | Totale | Totale | Totale |
| Stagione           | Squadra            | Comp               | Pres       | Reti       | Comp            | Pres            | Reti            | Comp               | Pres               | Reti               | Comp        | Pres        | Reti        | Pres   | Reti   |        |
| ------------------ | ------------------ | ------------------ | ---------- | ---------- | --------------- | --------------- | --------------- | ------------------ | ------------------ | ------------------ | ----------- | ----------- | ----------- | ------ | ------ | ------ |
| 2015               | LSK Kvinner        | TS                 | 2          | 0          | CN              | 0               | 0               | UWCL               | 0                  | 0                  | -           | -           | -           | 2      | 0      |        |
| 2016               | LSK Kvinner        | TS                 | 13         | 2          | CN              | 3               | 3               | UWCL               | 0                  | 0                  | -           | -           | -           | 16     | 5      |        |
| 2017               | LSK Kvinner        | TS                 | 20         | 15         | CN              | 3               | 0               | UWCL               | 3                  | 0                  | -           | -           | -           | 26     | 15     |        |
| 2018               | LSK Kvinner        | TS                 | 22         | 14         | CN              | 5               | 8               | UWCL               | 5                  | 0                  | -           | -           | -           | 32     | 22     |        |
| 2019               | LSK Kvinner        | TS                 | 19         | 1          | CN              | 4               | 1               | UWCL               | 2                  | 1                  | -           | -           | -           | 25     | 3      |        |
| 2020               | LSK Kvinner        | TS                 | 18         | 8          | CN              | 4               | 0               | UWCL               | 4                  | 0                  | -           | -           | -           | 26     | 8      |        |
| 2021               | LSK Kvinner        | TS                 | 15         | 9          | CN              | 2               | 0               | -                  | -                  | -                  | -           | -           | -           | 17     | 9      |        |
| Totale LSK Kvinner | Totale LSK Kvinner | Totale LSK Kvinner | 109        | 49         |                 | 21              | 12              |                    | 14                 | 1                  |             | -           | -           | 144    | 62     |        |
| feb.-giu. 2022     | Roma               | A                  | 7          | 4          | CI              | 3               | 0               | -                  | -                  | -                  | SI          | 0           | 0           | 10     | 4      |        |
| 2022-2023          | Roma               | A                  | 18         | 7          | CI              | 3               | 1               | UWCL               | 9                  | 1                  | SI          | 1           | 0           | 31     | 9      |        |
| Totale Roma        | Totale Roma        | Totale Roma        | 25         | 11         |                 | 6               | 1               |                    | 9                  | 1                  |             | 1           | 0           | 41     | 13     |        |
| 2023-2024          | Liverpool          | WSL                | 20         | 7          | WC              | 4               | 2               |                    | -                  | -                  | WLC         | -           | -           | 24     | 9      |        |
| Totale carriera    | Totale carriera    | Totale carriera    | 154        | 67         |                 | 31              | 15              |                    | 23                 | 2                  |             | 1           | 0           | 209    | 84     |        |

### Cronologia presenze e reti in nazionale
| Cronologia completa delle presenze e delle reti in nazionale ― Norvegia | Cronologia completa delle presenze e delle reti in nazionale ― Norvegia | Cronologia completa delle presenze e delle reti in nazionale ― Norvegia | Cronologia completa delle presenze e delle reti in nazionale ― Norvegia | Cronologia completa delle presenze e delle reti in nazionale ― Norvegia | Cronologia completa delle presenze e delle reti in nazionale ― Norvegia | Cronologia completa delle presenze e delle reti in nazionale ― Norvegia | Cronologia completa delle presenze e delle reti in nazionale ― Norvegia |
| Data                                                                    | Città                                                                   | In casa                                                                 | Risultato                                                               | Ospiti                                                                  | Competizione                                                            | Reti                                                                    | Note                                                                    |
| ----------------------------------------------------------------------- | ----------------------------------------------------------------------- | ----------------------------------------------------------------------- | ----------------------------------------------------------------------- | ----------------------------------------------------------------------- | ----------------------------------------------------------------------- | ----------------------------------------------------------------------- | ----------------------------------------------------------------------- |
| 29-6-2022                                                               | Viborg                                                                  | Danimarca                                                               | 1 – 2                                                                   | Norvegia                                                                | Amichevole                                                              | -                                                                       | 76’                                                                     |
| 15-7-2022                                                               | Brighton & Hove                                                         | Austria                                                                 | 1 – 0                                                                   | Norvegia                                                                | Euro 2022 - Fase a gironi                                               | -                                                                       | 82’                                                                     |
| 2-9-2022                                                                | Lovanio                                                                 | Belgio                                                                  | 0 – 1                                                                   | Norvegia                                                                | Qual. Mondiali 2023                                                     | -                                                                       | 86’ 90+3’                                                               |
| 6-9-2022                                                                | Oslo                                                                    | Norvegia                                                                | 5 – 0                                                                   | Albania                                                                 | Qual. Mondiali 2023                                                     | 3                                                                       |                                                                         |
| 7-10-2022                                                               | Oslo                                                                    | Norvegia                                                                | 1 – 4                                                                   | Brasile                                                                 | Amichevole                                                              | -                                                                       | 81’                                                                     |
| 11-10-2022                                                              | L'Aia                                                                   | Paesi Bassi                                                             | 0 – 2                                                                   | Norvegia                                                                | Amichevole                                                              | 1                                                                       |                                                                         |
| 11-11-2022                                                              | La Nucia                                                                | Norvegia                                                                | 1 – 2                                                                   | Francia                                                                 | Amichevole                                                              | 1                                                                       | 84’                                                                     |
| 15-11-2022                                                              | San Pedro del Pinatar                                                   | Inghilterra                                                             | 1 – 1                                                                   | Norvegia                                                                | Amichevole                                                              | -                                                                       |                                                                         |
| 25-7-2023                                                               | Hamilton                                                                | Svizzera                                                                | 0 – 0                                                                   | Norvegia                                                                | Mondiali 2023 - Fase a gironi                                           | -                                                                       | 73’                                                                     |
| 30-7-2023                                                               | Auckland                                                                | Norvegia                                                                | 6 – 0                                                                   | Filippine                                                               | Mondiali 2023 - Fase a gironi                                           | 3                                                                       |                                                                         |
| 5-8-2023                                                                | Wellington                                                              | Giappone                                                                | 3 – 1                                                                   | Norvegia                                                                | Mondiali 2023 - Ottavi di finale                                        | -                                                                       |                                                                         |
| 22-9-2023                                                               | Oslo                                                                    | Norvegia                                                                | 1 – 1                                                                   | Austria                                                                 | UEFA Women's Nations League 2023-2024 - Fase a gironi                   | -                                                                       |                                                                         |
| 26-9-2023                                                               | Barcelos                                                                | Portogallo                                                              | 3 – 2                                                                   | Norvegia                                                                | UEFA Women's Nations League 2023-2024 - Fase a gironi                   | -                                                                       | 9’                                                                      |
| 27-10-2023                                                              | Oslo                                                                    | Norvegia                                                                | 1 – 2                                                                   | Francia                                                                 | UEFA Women's Nations League 2023-2024 - Fase a gironi                   | -                                                                       | 79’                                                                     |
| 31-10-2023                                                              | Reims                                                                   | Francia                                                                 | 0 – 0                                                                   | Norvegia                                                                | UEFA Women's Nations League 2023-2024 - Fase a gironi                   | -                                                                       | 57’                                                                     |
| 1-12-2023                                                               | Oslo                                                                    | Norvegia                                                                | 4 – 0                                                                   | Portogallo                                                              | UEFA Women's Nations League 2023-2024 - Fase a gironi                   | 1                                                                       | 33’                                                                     |
| 5-12-2023                                                               | Sankt Polten                                                            | Austria                                                                 | 2 – 1                                                                   | Norvegia                                                                | UEFA Women's Nations League 2023-2024 - Fase a gironi                   | -                                                                       | 45’                                                                     |
| Totale                                                                  |                                                                         | Presenze                                                                | 17                                                                      |                                                                         | Reti                                                                    | 9                                                                       |                                                                         |

## Palmarès

### Club
- Campionato norvegese: 5

LSK Kvinner: 2015, 2016, 2017, 2018, 2019
- Coppa di Norvegia: 4

LSK Kvinner: 2015, 2016, 2018, 2019
- Supercoppa italiana: 1

Roma: 2022
- Campionato italiano: 1

Roma: 2022-2023